# Joan Corver

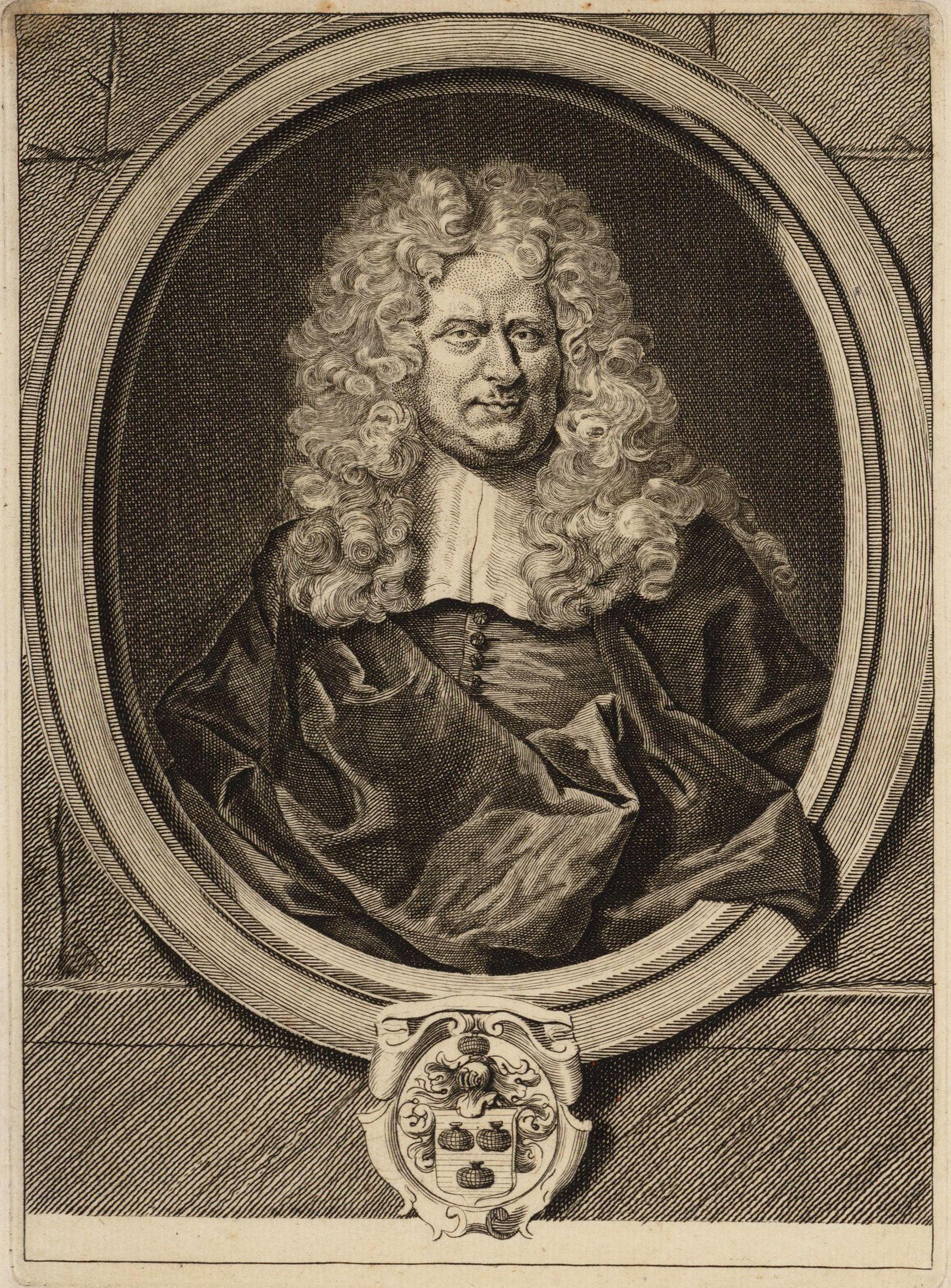
Joan Corver

Joan Corver (Amsterdam, 15 februari 1628 — aldaar, 17 mei 1716) was negentienmaal burgemeester van Amsterdam (tot 1716) en vijftig jaar lang lid van de vroedschap (vanaf 1666). Na de dood van Johannes Hudde in 1704 had de factie van de gebroeders Joan en Gerrit Corver de overhand genomen in de stadsregering. Jeronimo de Haze de Giorgio was zijn belangrijkste tegenspeler. Corver volgde een vriendschappelijke maar onafhankelijk politiek ten opzichte van Engeland en speelde een belangrijke rol in het Tweede Stadhouderloze Tijdperk en in de onderhandelingen met Frankrijk. Hij was raad van Admiraliteit van Amsterdam, kolonel van de schutterij, bewindhebber van de VOC en curator van het Athenaeum Illustre.

## Leven
Joan Corver was de zoon van Dirck Corver en Maria Schoterbos. In 1652 werd hij stadssecretaris. In 1655 reisde Corver als secretaris met Johan Huydecoper van Maarsseveen, zijn zoon Joan, Pieter de Graeff, zoon van burgemeester Cornelis de Graeff op diplomatieke missie naar Frederik Willem I van Brandenburg in Berlijn. Daar moest Huydecoper besprekingen voeren over een bondgenootschap tegen Zweden en als peetoom optreden bij de doop van een prins. In 1660 werd hij schepen.
Corver trouwde in dat laatste jaar met Margaretha van Bambeeck, de dochter van Nicolaes van Bambeeck. Het echtpaar kreeg twee kinderen Nicolaes en Dirck, de laatste stierf jong. Nadat zijn vrouw in 1664 was gestorven trouwde hij in 1669 met Agatha Munter (1632-1687), een zuster van burgemeester Cornelis Munter; via zijn vrouw werd hij eigenaar van Beeckestijn onder Velsen. Corver bewoonde Herengracht 456 in de Gouden Bocht, dat hij in 1671 had laten bouwen. Het huis maakte een voorname indruk met aan weerszijden van de deur slechts een raam. Ook Herengracht 479 is gebouwd voor Corver. Kennelijk verhuisde hij naar de overkant, met een grotere tuin en een zonniger ligging.

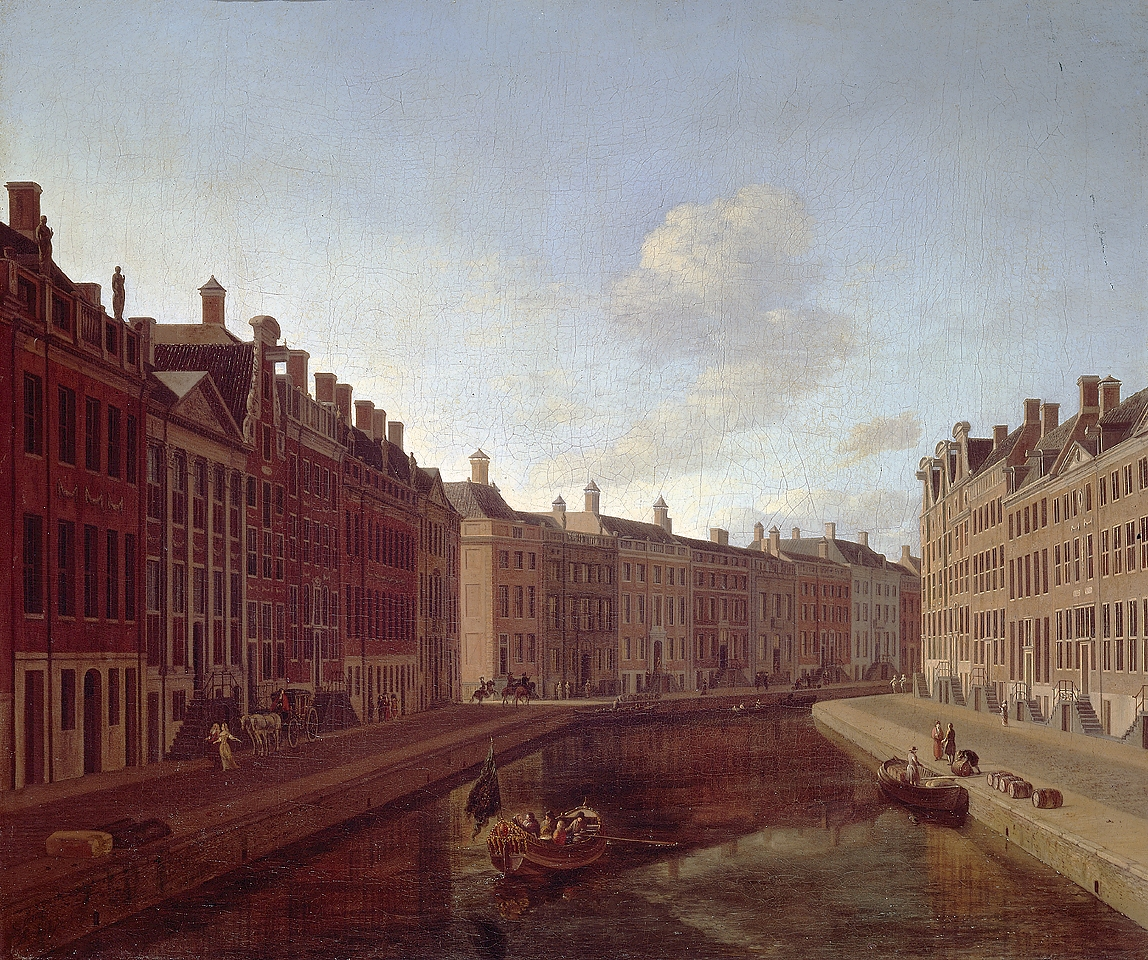
Gerrit Adriaensz. Berckheyde. De bocht van de Herengracht te Amsterdam (1685); met het huis van Corver

Corver behoorde in 1674 tot de rijkste kooplieden van de stad Amsterdam en was vrijwel onafgebroken burgemeester: in 1681, 1685, 1686, 1689, 1692, 1694, 1695, 1697, 1698, 1700, 1701, 1703, 1704, 1706, 1707, 1709, 1712, 1713, 1715.
In 1696 brak het Aansprekersoproer uit. Veel vroedschapsleden gingen naar hun huis om te kijken hoe het er voorstond. Burgemeester Corver en Nicolaes Witsen waren vastbesloten in het stadhuis te blijven. Jacob J. Hinlopen, een voormalige burgemeester en schout, wist het volk te bedaren. Oud-burgemeesters Jeronimo de Haze en Joan de Vries wisten de woedende menigte af te leiden door geld op straat te gooien.
Jan Trip van Berckenrode kocht in 1711 het landgoed Beeckestijn van Joan Corver.
Tussen 1702 en 1716 waren tien van de 21 burgemeesters verwanten van Joan Corver. Zijn kleinzoon Gerrit Corver (1690-1756), heer van Velsen, was tienmaal burgemeester van Amsterdam. De oudste kleinzoon Joan Corver (1688-1719) trouwde met Johanna en daarna met haar nicht Sara Maria Trip. Zij waren de grondleggers van het Corvershof op de Nieuwe Herengracht.